# Ільдіко Шварценбергер
Ільдіко Шварценбергер-Тордаші (угор. Ildikó Schwarczenberger-Tordasi, нар. 9 вересня 1951, Будапешт, Угорщина — 13 липня 2015, Будапешт, Угорщина) — угорська фехтувальнця на рапірах,  олімпійська чемпіонка (1976 рік), срібна (1972 рік) та дворазова бронзова (1976 та 1980 роки) призерка Олімпійських ігор, дворазова чемпіонка світу.

## Виступи на Олімпіадах
| Олімпіада     | Дисципліна           | Місце |
| ------------- | -------------------- | ----- |
| Мюнхен 1972   | командна рапіра      | 2     |
| Монреаль 1976 | індивідуальна рапіра | 1     |
| Монреаль 1976 | командна рапіра      | 3     |
| Москва 1980   | індивідуальна рапіра | 9     |
| Москва 1980   | командна рапіра      | 3     |